# MACS J0416.1-2403
MACS J0416.1-2403 es un cúmulo de galaxias con un corrimiento al rojo de z=0,397 (aproximadamente cuatro mil millones de años luz) con una masa de 160 billones de veces la masa del Sol dentro de 200 kpc (650 kly). Su masa en un radio de 950 kpc (3.100 kly) se midió como 1,15×1015 masas solares. El sistema fue descubierto durante la MAssive Cluster Survey, MACS. Este cúmulo provoca lentes gravitacionales de galaxias distantes que producen múltiples imágenes. En 2015, se anunció que el cúmulo de galaxias proyectaba gravitacionalmente la galaxia más distante (z=12). Basándose en la distribución de las múltiples copias de imágenes, los científicos han podido deducir y mapear la distribución de la materia oscura.

## Galería
- Wikimedia Commons alberga una categoría multimedia sobre MACS J0416.1-2403.

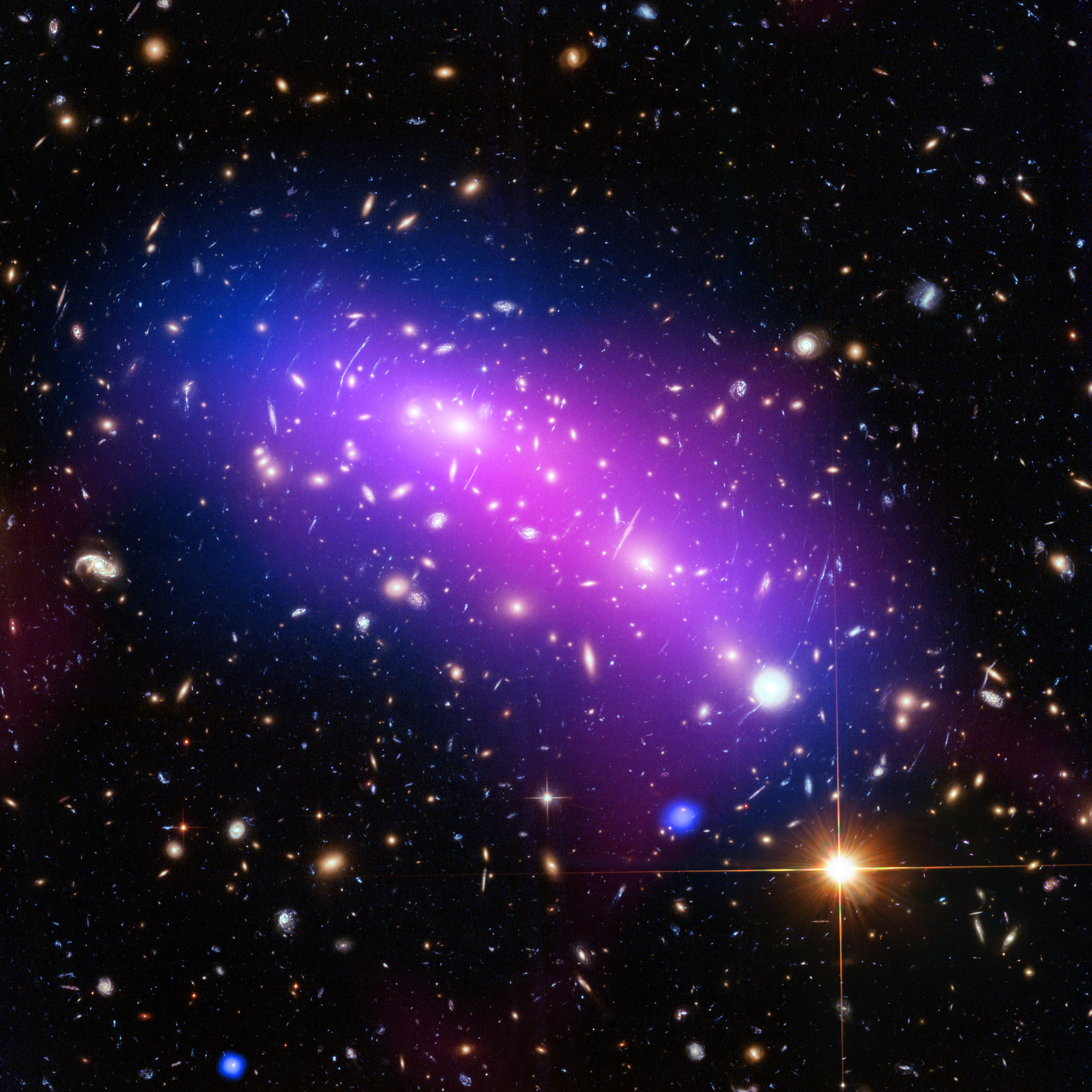
MACS J0416.1-2403 contiene una cantidad significativa de materia oscura, que deja una huella detectable en la luz visible al distorsionar las imágenes de las galaxias de fondo.
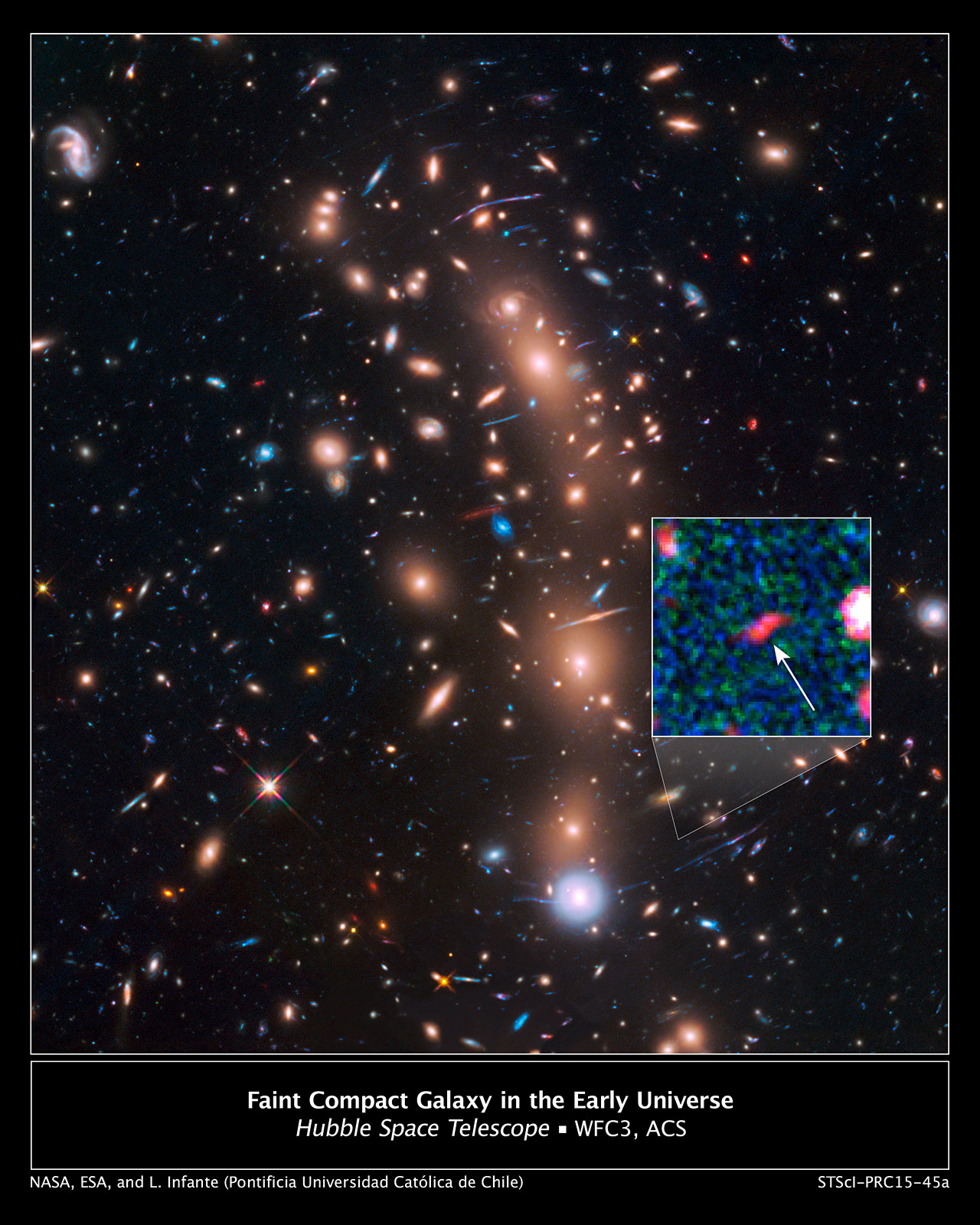
Cúmulo de galaxias muy masivo, MACS0416.1-2403, ubicado aproximadamente a 4 mil millones de años luz de distancia.
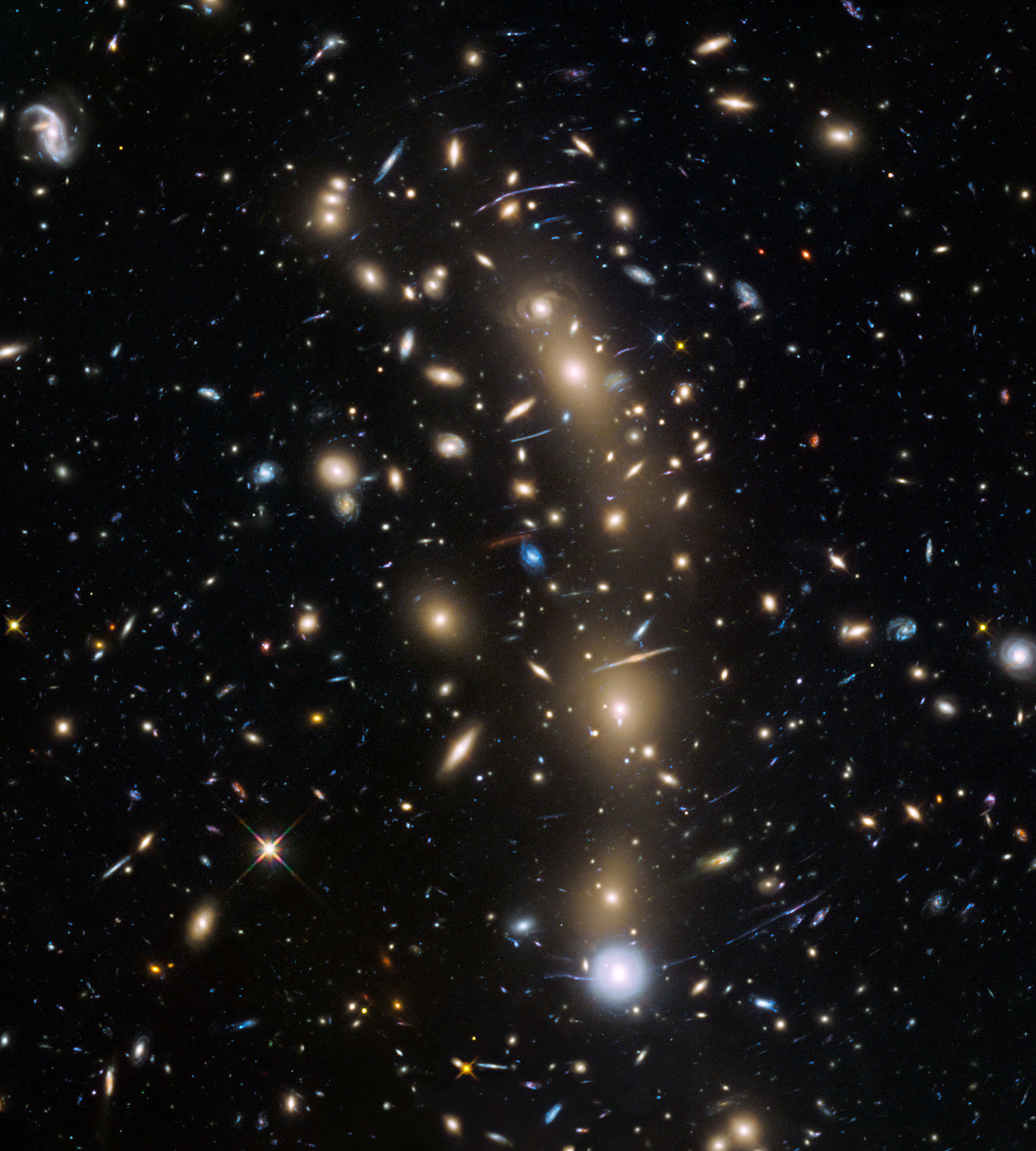
El clúster de galaxias MACS J0416.1–2403 es uno de los seis que está estudiando el programa Hubble Frontier Fields.